# Tarenna coriacea
Tarenna coriacea là một loài thực vật có hoa trong họ Thiến thảo. Loài này được (Korth.) Merr. miêu tả khoa học đầu tiên năm 1921.